# Roberto Cravero
Roberto Cravero, né le 3 janvier 1964 à Venaria Reale, est un footballeur italien évoluant au poste de libéro. Sa carrière professionnelle a lieu de 1981 à 1998, il l'accomplit intégralement dans son pays natal et son club phare est le Torino avec lequel il dispute 12 de ses 17 saisons de haut niveau. 
Entre 1984 et 1990, le joueur connaît également des convocations dans diverses catégories de l'équipe nationale. Il fait partie des 20 participants italiens à l'Euro 1988 mais n'y dispute pas la moindre seconde de jeu. Roberto Cravero joue aussi les championnats d'Europe espoirs 1986 et 1990 ainsi que les JO de Séoul 1988.

## Palmarès
| Compétitions internationales                                                      | Compétitions nationales |
| - Championnat d'Europe espoirs - Finaliste : 1986 - Coupe UEFA - Finaliste : 1992 | - Championnat d'Italie D2 (1) - Champion : 1990 - Championnat d'Italie - Vice-champion : 1995 - Coupe d'Italie - Finaliste : 1988 |